# 레이샤 헤일리
리샤 헤일리(Leisha Hailey, 영어 발음: /ˈliːʃə/, 1971년 7월 11일 ~ )는 미국의 배우, 음악가이다.

## 출연 작품

### 영화
- 올 오버 미 (1997)
- Sleeping Beauties (1999) - 단편
- 화장해 드릴까요? (2009, Make Up)
- 퍼틀 그라운드 (2010)
- 데드 앤트: 거대개미의 습격 (2017)

### 텔레비전
- 보이 미트 월드 (1996)
- 엘 워드 (2004-09)
- 그레이 아나토미 (2006)
- 아메리칸 대드! (2007-11) - 목소리
- CSI: 과학수사대 (2010)
- 뉴 노멀 (2012)
- 콘스탄틴 (2014)
- 수퍼내추럴 (2015)
- 체이싱 라이프 (2015)
- 보슈 (2016)
- 코드 블랙 (2016)
- 실리콘 밸리 (2017)